# Madonna d’Alba
Madonna d’Alba (również: Madonna Alba, Madonna z Dzieciątkiem i małym Janem Chrzcicielem) – obraz olejny namalowany przez Rafaela ok. 1510 lub w 1511 roku. Znajduje się w zbiorach National Gallery of Art w Waszyngtonie.
Obraz namalowano jako tondo. Przedstawia ono Madonnę z Dzieciątkiem Jezus i małym Janem Chrzcicielem. Madonna trzyma na kolanach Dzieciątko. W lewej dłoni trzyma książkę, prawą kieruje w stronę Jana Chrzciciela, by go czule objąć i pocieszyć. Jezus chwyta od Jana Chrzciciela krzyż, by oznajmić swoją przyszłą śmierć męczeńską. Pejzaż w tle składa się z: rzeki (symbolizującej drogę życia), wiejski kościółek, uznawanej za znak Bożego błogosławieństwa winnicy oraz gór. Siedząca na ziemi Madonna z pokorą akceptuje los swojego syna. Spośród roślin ukazanych na obrazie rozpoznano: zawilce i mniszka pospolitego (symbolizujące przyszłą śmierć męczeńską Chrystusa), fiołki (symbolizujące skromność), przytulię właściwą (symbolizujące narodziny) i cyklameny (symbolizujące miłość i smutek).
Zleceniodawcą obrazu był prawdopodobnie Paolo Giovia. Rafael mógł rozpocząć pracę nad obrazem jeszcze podczas pobytu we Florencji. Prace kontynuował w Rzymie. Tam po obejrzeniu fresków Michała Anioła miał zmienić koncepcję dzieła. W 1528 roku Giovio przekazał dzieło sanktuarium Santa Maria dei Miracoli w Nocera Inferiore. W XVII wieku nowym właścicielem obrazu został wicekról Neapolu Gaspar Méndez de Haro. Za jego sprawą obraz wywieziono do Hiszpanii. Tam właścicielami obrazu do końca XVIII wieku byli książęta Alba. Za sprawą cara Mikołaja I Romanowa w 1836 roku obraz trafił do Ermitażu. Tam malowidło przeniesiono na kwadratowy blejtram. W 1931 roku Andrew Mellon kupił obraz za 2,5 mln rubli. Za jego sprawą dzieło trafiło do National Gallery of Art.